# スベンスカ ヤクトファルク
J 5 / J 6 ヤクトファルク
ノルウェー軍のSA-14Eヤクトファルク
- 用途：戦闘機
- 製造者：スヴェンスカ・アエロ、ASJA
- 運用者：スウェーデン（スウェーデン空軍）
  - ノルウェー（ノルウェー空軍）
  - フィンランド（フィンランド空軍）
- 初飛行：1929年
- 生産数：19機

J 6 ヤクトファルク（Svenska J 6 Jaktfalk）は1920年代後半に製造されたスウェーデン製複葉戦闘機である。この戦闘機は当初はスヴェンスカ社で、後にASJA社で製造された。試作機はJ 5、量産機はJ 6の名称で軍に採用された。

## 開発と生産
第一次世界大戦が終わると、いくつかの航空機製造社が開業された。このうちのスヴェンスカ社が自主開発したのがヤクトファルクである。同社はスウェーデン航空委員会へ戦闘機についての指針と要望を問い合わせたが、何らの返答もなかったために、スヴェンスカ社は何らかの手引を得るために国外の設計を調べた。ヤクトファルクはアームストロング・シドレー製のジャガー9気筒星型発動機を搭載した標準的な複葉機である。固定脚で尾部の下には橇が付けられ、胴体は木金混合構造に合板と布張りである。機首と尾部はアルミニューム板金で覆われている。燃料タンクはエンジンと操縦席の間にあり、満載で2.5時間の飛行が可能である。
スウェーデン空軍テストパイロットのニルス・ソーダバーグ（Nils Söderberg）がバルカビイ（Barkarby）空軍基地で試作機の試乗を行った。試乗後に彼は「これは私が乗った飛行機の中で最も素晴らしい」と述べている。
1929年11月11日、ヤクトファルクは当局の代表と記者に公開された。スウェーデン航空当局は3機のヤクトファルクと3機の英国製ブルドッグ戦闘機を比較試験のために発注した。
試作機は1930年1月9日にスウェーデン空軍に納入され、J 5と命名された。スウェーデン航空委員会はブリストル製のジュピター発動機を空軍の標準発動機とすることを決定していた。そのため、設計者のカール・クリーメンス・ビュッカー（Carl Clemens Bücker）は新しい発動機を搭載させるため発注されていた2機の胴体の改造を余儀なくされた。これらの機体はヤクトファルクⅠと命名された（またはスウェーデン空軍命名でJ 6）。1930年にはジュピターⅦ発動機搭載の5機が追加発注された。テスト飛行の際に強い振動が問題となり、スベンスカ社とCFVがこの問題の解決を試みたが成功しなかった。この機体はスウェーデン空軍に制式化された。ビュッカーとCFVは引き渡し後も着陸装置と胴体の改良を行っている。これはより角張った胴体であり、ジュピターⅦFが発動機に選ばれた。スウェーデン空軍は3機のヤクトファルクⅡを受領した。
スヴェンスカ社はヤクトファルクの輸出を熱心に試みた。アルゼンチンと日本の代表が来訪してテストを行ったが、発注には至らなかった。唯一の輸出はノルウェーで、1931年にアームストロング・シドレー製のパンサーⅢA発動機搭載の1機が発注された。この機体はフューリー戦闘機との競作に付された。1933年にスウェーデン空軍が7機の追加発注をした時には、スヴェンスカ社はASJA社に買収されており、新たな製造元によって、垂直安定板と風防に幾つかの小さな改良を施した機体が製造された。

## 運用

### フィンランド
1939年12月8日に3機（J6B2機とJ6A1機）がスウェーデンからフィンランド空軍へ譲渡された。これらはスウェーデンでの最も古い機体で、軍事援助に旧式兵器を充てることは一般的だった。機体はカウハバ（Kauhava）飛行場で1945年まで練習機として用いられ、その後、廃棄された。

### スウェーデン
スウェーデン空軍ではJ6と命名された。1930年に空軍がスベンスカ社からJ5を購入した後にFlygstyrelsen（スウェーデン航空委員会）はブリストル・ジュピター発動機を標準発動機とすると決定した。
2機のJ5が既に発注されていたが、引き渡せる状態になかった。設計者のビュッカーは新しい発動機を搭載するために防火壁を前に出して胴体を改造せねばならなかった。改良された機体はJ6と命名された。
スヴェンスカ社はコストの低減と生産の合理化のためにより多くの発注を求めた。そのため、スウェーデン航空委員会はスウェーデン空軍にさらに6機の購入を提案した。
最初のJ6は1930年に試験飛行をしたが、尾部の激しい振動に悩まされた。機体はCFVに移送され振動を減らすための改造が試みられた。振動問題は解決しなかったにもかかわらず、機体は空軍によって制式化された。
第三の形式は1930年秋に完成した。この機体も試作機同様の振動問題があった。機体は最初の試験飛行で墜落し、テストパイロットが死亡してしまった。このテストパイロットは北極圏探検家ウンベルト・ノビレを救出したことで国民的英雄となっていたエイナー・ルンドボルイ（Einar Lundborg）だった。この事故はスウェーデン空軍指導部に対する激しい非難を巻き起こしている。事故は委員会によって調査された。2機のJ5と5機のJ6が空軍に引き渡された。
ビュッカーは後に新しい着陸装置とジュピターⅦF発動機を装備させるために胴体の改造を行っている。空軍は改良型3機を発注してJ6Aと命名した。これらの機体は1932年夏に引き渡され、F3　マームスラッド（Malmslätt）空軍基地に配備された。全てのJ6は1932年から1934年の間にF1基地へ戦闘練習機として使用するために移送された。
1933年5月に更に7機が発注されたが、スベンスカ社は1932年にAB Svenska Järnvägsverkstädernas Aeroplanavdelning (ASJA)に吸収合併されていた。そのため、機体はASJA社で製造されることになり、発注がなされるとすぐに製作が開始された。最初の機体は1934年11月に完成し、すべての機体は1935年6月までに完成し引き渡された。空軍はこれらの機体をJ6Bと命名した。
1938年10月にすべての機体がF 1 ヴェステロース空軍基地からバルカビイ（Barkarby）空軍基地へ移送された時点では、7機のJ6が空軍に在籍し、戦闘練習機として使用されていた。冬戦争（1939年-1940年）の際に3機がフィンランドへ譲渡され、残る全機は1941年に廃棄された。

## 各型
- SA11 ヤクトファルク-試作機。アームストロング・シドレー製ジャギュア発動機搭載。1機がスウェーデン空軍へ納入され、J 5と命名された。
- SA14 ヤクトファルクⅠ-ブリストル製ジュピター発動機搭載のため胴体が改良された。7機がスウェーデン空軍に納入され、J 6と命名された。
- SA14 ヤクトファルクⅡ-ジュピターⅦF発動機搭載のため胴体が改造され着陸装置も改良された。3機がスウェーデン空軍に納入され、J 6Aと命名された。
- SA14E ヤクトファルクⅡ-ノルウェー輸出用のアームストロング・シドレー製パンサーⅢA発動機搭載の機体。1機が製造された。
- SA14 ヤクトファルクⅡ-ASJA製造。垂直安定板と風防に小規模な改良。7機がスウェーデン空軍に納入され、J 6Bと命名された。

## 運用国
フィンランド
- フィンランド空軍

 ノルウェー
- ノルウェー空軍

 スウェーデン
- スウェーデン空軍

## 仕様（ヤクトファルクⅡ）
Complete Book of Fightersより
諸元
- 乗員: 1
- 全長: 7.50 m (24 ft 7¼ in)
- 翼幅: 8.80 m top wing (28 ft 10½ in)
- 全高: 3.46 m (11 ft 4¼ in)
- 翼面積: 21.8 m² (235 ft²)
- 空虚重量: 946 kg (2,085 lb)
- 最大離陸重量: 1,470 kg (3,240 lb)
- 動力: 1×ブリストル・ジュピター VIIF 星型発動機, 520 hp (388 kW)

性能
- 最大速度: 310 km/h (168 knots, 193 mph)
- 巡航速度: 260 km/h (140 knots, 161 mph)
- 実用上昇限度: 7,800 m (25,590 ft)

武装
- 2× 7.92 mm (0.31 in)機関銃

## スヴェンスカ社について
ドイツでは第一次世界大戦後、航空機の製造が禁止されたため、かつての航空機製造社のいくつかは国外に拠点を移していた。この時期、第一次大戦中にドイツ海軍将校だったカール・クリーメンス・ビュッカーと、アルバトロス社の設計士だったエルンスト・ハインケルは1921年9月10日にスヴェンスカ・アエロ（Svenska Aero AB）社を設立した。当初はドイツのカスパー社（Caspar-Werke）からの部品を密輸しライセンスとして組み立てていたが、ヤクトファルクを開発し契約を受注した。しかし財政の悪化により8機を生産した時点実質的に倒産し、数年前に設立されていた「スウェーデン鉄道製造・航空機社（ASJA）」に売却された。このASJA社は1936年に他社と「連合航空社（AB Förenade Flygverkstäder、AFF）」を設立し、翌年に併合された。この会社は併合の際に「スヴェンスカ・アエロプラン社（SAAB）」となり、1950年代にSAAB社（Saab AB）となって現在に至っている。